# Momina Poduchowna
Momina Poduchowna – część wsi Momina w Polsce, położona w województwie świętokrzyskim, w powiecie ostrowieckim, w gminie Waśniów.
W latach 1975—1998 Momina Poduchowna administracyjnie należała do województwa kieleckiego.